# 四門出遊

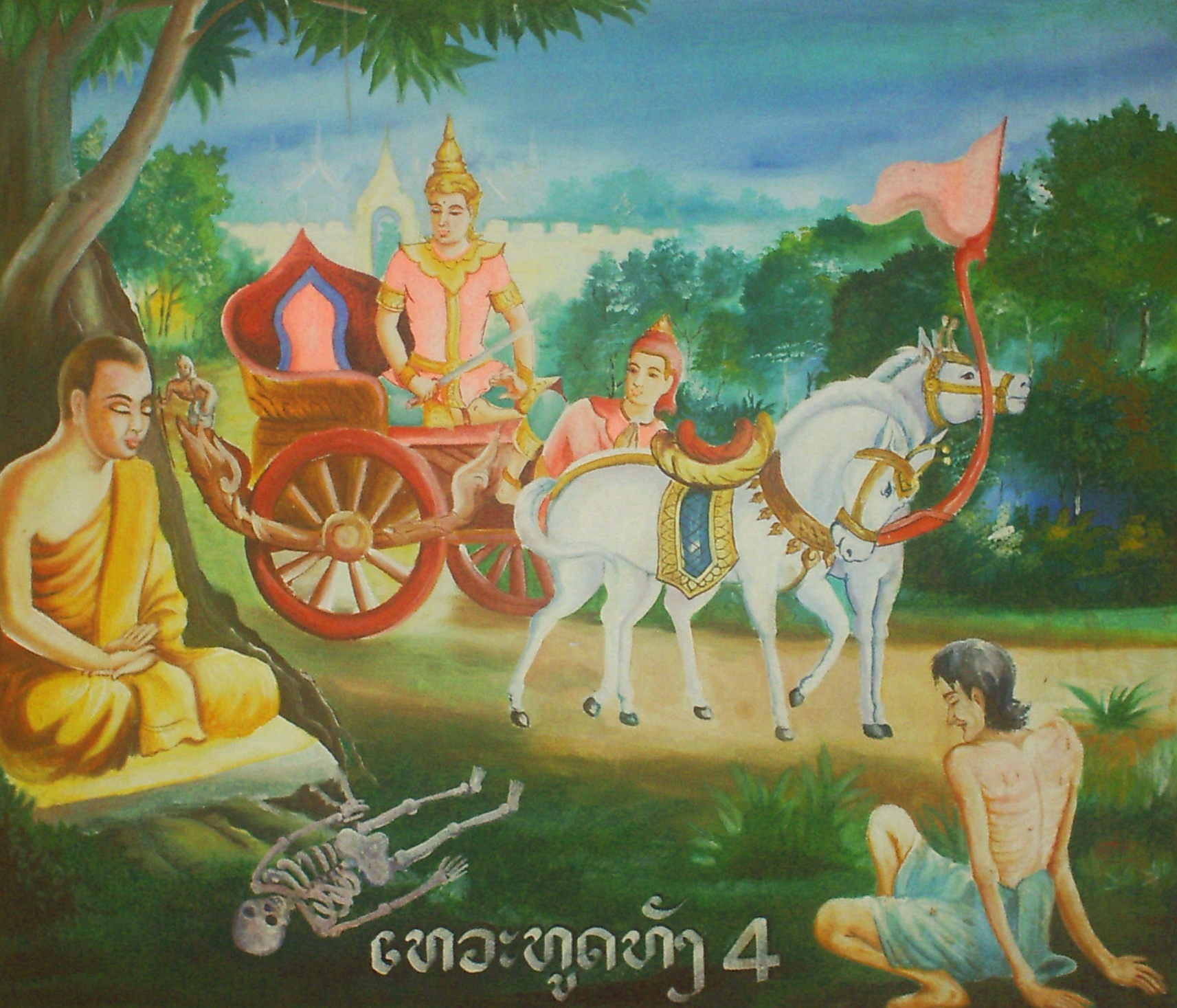
四門出遊を描いた絵画

四門出遊（しもんしゅつゆう）は、釈迦が29歳の太子（ヴィパッシン王子）の時、王城の東西南北の四つの門から郊外に出掛け、それぞれの門の外で老人、病人、死者、修行者に出会い、人生の苦しみを目のあたりにして、苦諦に対する目を開き、出家を決意したという伝説。
釈迦が若きころ、父である浄飯王は、アシタ仙人に釈迦の未来を占わせたところ、立派な王になるか、高名な宗教家になると答えた。浄飯王は、釈迦を王の後継者として期待していたため、欲しいものを何でも与えて出家しないよう奔走した。しかし釈迦は、四門出遊によって世間の苦しみを知ってしまい、最終的には出家者の道を選んだ。
釈迦がヴィパッシン菩薩（vipassī bodhisatto）となった瞬間である。パーリ仏典大本経では、王都の住民は釈迦が出家したという情報を耳にし、釈迦に続けと8万4千人が出家者となったと記されている。

## 四つの出遊
王子であった釈迦は、贅沢と喜びに囲まれた保護された生活を送っていたが、29歳で初めて宮殿を出た。釈迦はチャリオットに乗り、御者車匿（チャンダカ）を引き連れていた。

### 老人
釈迦はこの旅で、最初には老人に会い、老いがもたらすものを知ることとなった 。釈迦がチャンダカに老人について尋ねたとき、老化はすべての存在に同様に起こるものであると答えた。

ayampana samma sārathi puriso kiṅkato? Kesā'pi ssa na yathā aññesaṃ, kāyo'pi'ssa na yathā aññesanti". 

"Eso kho deva jiṇṇo nāmā"ti. 

"Kimpaneso samma sārathi jiṇṇo nāmā?"Ti. 

"Eso kho deva jiṇṇo nāma: na'dāni tena ciraṃ jīvitabbaṃ bhavissatī"ti.

"Kimpana samma sārathi ahampi jarādhammo jaraṃ anatīto?'Ti. 

"Tvañca deva mayañcamhā sabbe jarādhammā jaraṃ anatītā"ti. 
「友なる御者よ、この者はどうしたのか？　彼の髪は他人とは異なる、彼の体も他人とは異なっている」

「殿下、彼は老人であるのです」

「老人とは、いったいどういう者であるのか？」

「殿下、老人とは、もはや長く生きることはできないという者です」

「御者よ、それならば私もまた、老いる者、老いを避けられないのだろうか」

「殿下、あなたも我々も、老いる者、老いを避けられないのです」
—長部大本経
これを知った釈迦は、外出を中止し、城に車を戻するよう御者に指示した。

### 病人
二回目の旅では、病気に苦しむ人を目にした。釈迦は再び、その光景に驚き、チャンダカはすべての存在が病気と痛みにさらされていると説明した。これはさらに釈迦の心を悩ませた。

ayampana, samma sārathi, puriso kiṅkate? Akkhīnipi'ssa na yathā aññesaṃ, saropi'ssa na yathā aññesanti. 

Eso kho deva, byādhito nāmā'ti. 

"Kimpana so samma sārathi, byādhito nāmā?"Ti. 

'Eso kho deva, byādhito nāma, appevanāma tamhā ābādhā vuṭṭhaheyyā'ti: 

"Kimpana samma sārathi, ahampi byādhidhammo byādhiṃ anatīto?"Ti. 

"Tvañca deva mayañcamhā sabbe byādhidhammā byādhiṃ anatītā"ti.
「友なる御者よ、この者はどうしたのか？　彼の両目は他人とは異なる、彼の髪も他人とは異なっている」

「殿下、彼は病人であるのです」

「病人とは、いったいどういう者であるのか？」

「殿下、病人とは、この病から回復するか分からないという者です」

「御者よ、それならば私もまた、病いにかかる者、病いを避けられないのだろうか」

「殿下、あなたも我々も、私もまた病いにかかる者、病いを避けられないのです」
—長部大本経
病人を目にした釈迦は、外出を中止し、城に車を戻するよう御者に指示した。

### 死人
三回目の旅では、死体を目にした。前回のようにチャンダカは、死は誰にでも降りかかる避けられない運命であると釈迦に説明した 。

"kinnu kho so samma sārathi, mahājanakāyo sannipatito, nānārattānañca dussānaṃ vilātaṃ kayiratī?"Ti. 

"eso kho deva, kālakato nāmā'ti. 

「友なる御者よ、この多くの人々の集まりは何だろう？　この染められた布かごは何だろうか？」

「殿下、この者たちは死人であるのです」
"kimpanāyaṃ samma sārathi, kālakato nāmā?"Ti. 

"Eso kho deva kālakato nāma. Na'dāni taṃ dakkhinti mātā vā pitā vā aññe vā ñātisālohitā. So'pi na dakkhissati mātaraṃ vā pitaraṃ vā aññe vā ñātisālohite"ti. 

Kimpana samma sārathi, ahampi maraṇa dhammo maraṇaṃ anatīto? Mampi na dakkhinti devo vā devī vā aññe vā ñātisālohitā? Ahampi na dakkhissāmi devaṃ vā deviṃ vā aññe vā ñātisālohite?"Ti.

「死人とは、いったいどういう者であるのか？」

「殿下、死人とは、母・父・親族血族らが彼に会うことはできず、彼も母・父・親族血族らに会うことはできないということです」

「御者よ、それならば私もまた、死ぬ者、死を避けられないのだろうか。

　陛下や妃や親族血族は私に会えなくなるのだろうか。私もまた陛下・妃・親族血族に会えなくなるのだろうか」

「殿下、あなたも我々も、私もまた死ぬ者、死を避けられないのです。

　あなたもまた陛下・妃・親族血族に会えなくなるのです」
—長部大本経
死人を目にした釈迦は、外出を中止し、城に車を戻するよう御者に指示した。
これらの3つの光景を見た後、釈迦の心は悩みに満ち、人生で耐えなければならない苦しみについて悲しんだ。

### 出家者
これらの3つのネガティブな旅の後、釈迦は4回目に、人間の苦しみの原因を見つけることに専念していた禁欲生活者を見た 。この光景は、自らも繰り返し生まれ変わること（輪廻）から生じる苦しみから、解放されるかもしれないという希望を釈迦に抱かせた。そして釈迦は、禁欲生活者の例に従うことを決心した。

"ayampana samma sārathi, puriso kiṅkato? Sīsampi'ssa na yathā aññesaṃ, vatthāni pi'ssa na yathā aññesa"nti. 

 "Eso kho deva, pabbajito nāmā'ti.

 Kimpaneso samma sārathi, pabbajito nāmā?"Ti. 

 "Eso kho deva pabbajito nāma: 'sādhu dhammacariyā, sādhu samacariyā, sādhu kusalakiriyā, sādhu puññakiriyā, sādhu avihiṃsā, sādhu bhūtānukampā"ti. 
「友なる御者よ、この者はどうしたのか？　彼の頭は他人とは異なる、彼の衣類も他人とは異なっている」

「殿下、彼は出家者であるのです」

「出家者とは、いったいどういう者であるのか？」

「殿下、出家者とは、よき法を実践し、よき寂静を実践し、よき善行を実践し、よき孝徳を実践し、よきアヒンサーを実践し、よき生命への哀れみある者ということです」
—長部大本経
釈迦はその出家者に近づき、このように訪ねた。

"tvampana samma, kiṅkato? Sīsampi tena na yathā aññesaṃ, vatthāni'pi te na yathā aññesanti?"

 "Ahaṃ kho deva, pabbajito nāmā"ti,

 "kiṃ pana tvaṃ samma, pabbajito nāmā?"Ti. 

 "Ahaṃ kho deva pabbajito nāma, 'sādhu dhammacariyā, sādhu samacariyā, sādhu kusalakiriyā, sādhu puññakiriyā, sādhu avihiṃsā, sādhu bhūtānukampā'ti. 
「友よ、あなたはどうなさったのだろうか？　あなたの頭は他人とは異なる、あなたの衣類も他人とは異なっている」

「殿下、私は出家者であるのです」

「あなたが出家者であるというのは、どういうことであるのか？」

「殿下、私が出家者であるというのは、よき法を実践し、よき寂静を実践し、よき善行を実践し、よき孝徳を実践し、よきアヒンサーを実践し、よき生命への哀れみある者ということです」
—長部大本経
釈迦はそれを聞き、出家を決意したのであった。

"tena hi samma sārathi, rathaṃ ādāya ito'va antepuraṃ paccaniyyāhi. Ahaṃ pana idheva kesamassuṃ obhāretvā kāsāyāni vatthāni acchādetvā agārasmā anagāriyaṃ pabbajissāmī"ti. 
「友なる御者よ、それゆえ、車を内宮に引き返してほしい。ならば私は、いま髪と髭を剃り袈裟をまとい、家から出家しようと思う。」

## その後
パーリ仏典優雅経では、釈迦はかつて自分が宮殿生活をしていた過去を振り替えって、そのとき抱いていた「若さの慢心」「健康の慢心」「生への慢心」がすべて捨てられたと述べている。

Tassa mayhaṃ bhikkhave iti paṭisañcikkhato yo yobbane yobbanamado so sabbaso pahīyi.　(中略)

Tassa mayhaṃ bhikkhave iti paṭisañcikkhato yo ārogye ārogyamado, so sabbaso pahīyi.　(中略)

Tassa mayhaṃ bhikkhave iti paṭisañcikkhato yo jīvite jīvitamado, so sabbaso pahīyī'ti.
比丘たちよ、私はそのとき深く洞察し、青年期における若さの慢心が全て捨てられたのだ。

比丘たちよ、私はそのとき深く洞察し、健康であるときの健康の慢心が全て捨てられたのだ。

比丘たちよ、私はそのとき深く洞察し、生命における生への慢心が全て捨てられたのだ。
Tayo'me bhikkhave madā. Katame tayo: yobbanamado, ārogyamado, jīvitamado.
比丘たちよ、これら３つの慢心がある。いかなる３つか。若さの慢心、健康の慢心、生命の慢心である。
—増支部三集,優雅経

## 関連文献
- 中村元『釈尊の生涯』平凡社〈平凡社ライブラリー〉、2003年9月。ISBN 4-582-76478-9。